# 特罗斯纳农村居民点
特罗斯纳农村居民点（俄语：Троснянское сельское поселение）是俄罗斯联邦布良斯克州茹科夫卡区所属的一个农村居民点。其下辖有5个居民点，行政中心为特罗斯纳。据2015年统计，该农村居民点的人口为1904人。